# Orsini

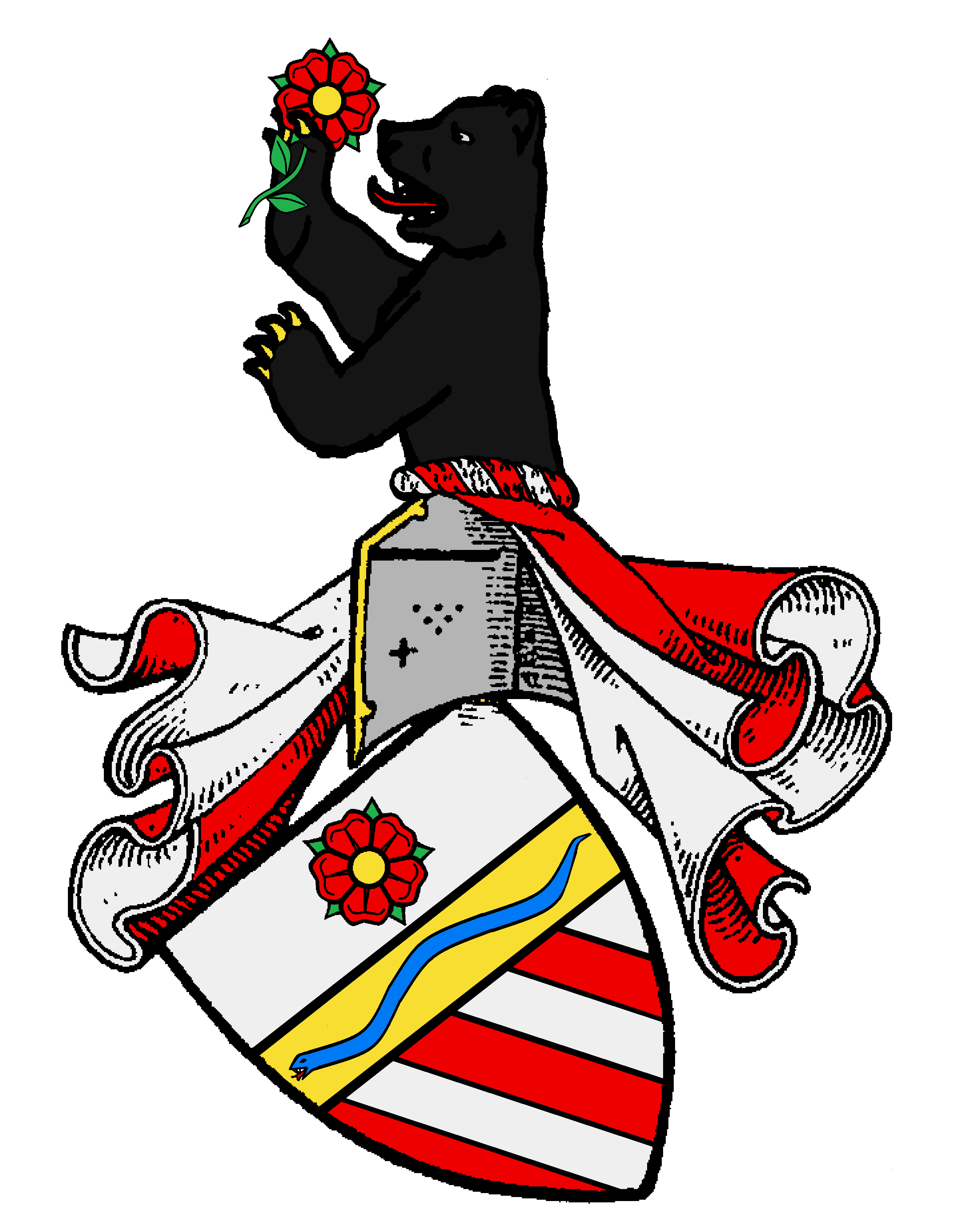
Blasone della famiglia Orsini

Gli Orsini sono tra le più antiche famiglie nobili di Roma, d'Italia e d'Europa. Dotati di numerosi rami, hanno avuto un passato illustre per potenza e ricchezza, per legami di parentela con diverse casate reali d'Europa e per aver dato alla Chiesa papi e cardinali, nonché senatori, gonfalonieri e uomini d'arme e di stato alla città di Roma, allo Stato Pontificio e al Regno di Napoli.
Famiglia papale romana, tuttora esistente, i cui membri godono dei titoli di principi romani, principi del S.R.I. ed assistenti al Soglio Pontificio, da essa provengono tre Papi: Celestino III, ovvero Giacinto di Bobone Orsini; Niccolò III, ovvero Giovanni Gaetano Orsini; e Benedetto XIII, nato Pietro Francesco Orsini. Autentici artefici della politica pontificia, durante la cattività avignonese si scontrarono con gli interessi della famiglia Colonna, dando luogo ad una famosa rivalità che ebbe fine solo nel 1511 per mezzo di Papa Giulio II e con un matrimonio tra i due casati.
Ebbero numerosi titoli e feudi, tra cui: principi di Amatrice, Bomarzo, Ponticelli, Monterotondo, Roccagorga, Solofra, Vallata, Vasanello, Vicovaro e Taranto, duchi di Amalfi, Bracciano e Gravina, conti di Caserta, Muro Lucano, Nola, Pitigliano e Tagliacozzo, signori di Mugnano, Penna e Soriano nel Cimino, prefetto di Roma, gonfaloniere della Chiesa, principe assistente al Soglio pontificio, gran connestabile e gran cancelliere del Regno di Napoli. Furono insigniti degli Ordini del Toson d'oro, Teutonico e dello Spirito Santo.
Le numerose parentele dei vari rami della famiglia contratte durante i secoli con le varie casate regnanti d'Europa confermarono agli Orsini i trattamenti di principe del sangue e principe sovrano.

## Storia

### Origini
Secondo testimonianze storiche ed archeologiche le origini della famiglia Orsini risalirebbero all'anno 333 ed avrebbero come capostipite un certo Orsicino, generale dell'Imperatore Costante, il quale, rimosso per calunnia dalla carica, fu esiliato a Roma, dove diede origine alla casata degli Orsini. Comunque già dall'anno 598 cominciò ad essere celebre la famiglia Orsini, chiamata anche de filiis Ursis.
Sempre in base a studi storici, viene affermato che i Pontefici Stefano II e Paolo I facciano parte della famiglia.
Ricostruzioni genealogiche risalenti al Rinascimento citano quale fondatore della dinastia un certo Orso, nobile romano sposatosi per due volte e padre di cinque figli. Dal primo matrimonio sarebbero nati Giordano e Costanzo, mentre dal secondo Amalrico, Amedeo e Pantaleone. Da Costanzo deriverebbe la linea romana, mentre da Amalrico la linea piemontese. Le stesse genealogie indicano che facciano parte della famiglia le dinastie tedesche degli Anhalt e Baden e quella boema dei Rosenberg.
La famiglia degli Orsini è discendente di quella dei Bobone, famiglia che compare negli atti a partire dagli inizi del X secolo. Infatti nei documenti sono riportati quasi sempre con il doppio cognome Orsini-Bobone e addirittura alcuni componenti alternano i cognomi, quasi a significare che siano la stessa famiglia. Comunque il primo filo genealogico sicuramente orsino parte da un certo Bobone, vissuto nella prima metà del XII secolo, padre di Pietro, a sua volta padre di Giacinto dei Bobone Orsini, futuro Papa Celestino III.
Celestino III fu l'artefice della fortuna della dinastia. Creato cardinale diacono da Celestino II nel 1144, salì al soglio pontificio nel 1191. Visse una grave crisi con l'Imperatore Enrico VI che perseguiva una politica fortemente aggressiva nei confronti della Chiesa. Fu anche il primo pontefice che perseguì una politica nepotistica in forma quasi scientifica. Creò cardinali due nipoti e, nel 1191, permise al cugino Giovanni, noto come Giangaetano, di comprare i feudi di Licenza, Nettuno, Roccagiovine e Vicovaro. Tali feudi avrebbero costituito il primo nucleo della potenza territoriale della famiglia. Da Giangaetano si perse il cognome Bobone e i suoi figli vennero definiti de domo filiorum Ursi. Due di essi, Napoleone e Matteo Rosso, incrementarono notevolmente il prestigio e il potere della famiglia. Napoleone, fondatore della prima linea abruzzese, estintasi nel 1553 con Camillo Pardo, ottenne la città di Manoppello, poi eretta in contea, e fu gonfaloniere della Chiesa. Matteo Rosso, detto il Grande, rimase nell'orbita romana scontrandosi con le altre famiglie per il controllo della città. Nel 1241 sconfisse le truppe imperiali divenendo padrone assoluto di Roma per circa due anni, con la carica di senatore. Furono senatori anche i suoi figli e il fratello Napoleone. In questo periodo di tempo scacciò da Roma i Colonna e pose definitivamente gli Orsini nell'orbita guelfa. I territori controllati dalla famiglia si estendevano, a sud fin quasi ad Avellino e a nord fino a Pitigliano.
Matteo Rosso ebbe una decina di figli tra i quali divise i feudi: Gentile diede origine alla linea di Pitigliano e alla seconda linea meridionale, Rinaldo a quella di Monterotondo, Napoleone a quella di Bracciano e un altro Matteo Rosso a quella di Montegiordano. Tra i suoi figli, comunque, colui che si distinse maggiormente fu Giovanni Gaetano. Questi in un primo momento appoggiò Carlo I d'Angiò contro gli Svevi e in seguito, una volta eletto Papa, portò avanti una politica antifrancese. Anche Niccolò III portò avanti una politica fortemente nepotistica nominando il nipote Bertoldo, conte di Romagna, e creando cardinali due nipoti ed un fratello. Nel 1280, favorendo la pace tra Rodolfo I e Carlo I, ottenne un notevole successo diplomatico: il Papa dopo anni di eclissi tornava in primo piano come arbitro della politica internazionale. La morte di Niccolò III non impedì, comunque, l'ascesa della dinastia. La promozione a Pontefice di Giovanni Gaetano Orsini col nome di Niccolò III (1287) innalzò questa famiglia con quella dei Colonna al più alto grado di potenza. Gli Orsini divennero fautori e capi di una grande fazione, forti nello Stato e potenti nella Chiesa.
Nel corso dei tempi gli Orsini vennero chiamati in diversi modi in base alla denominazione del loro luogo di residenza in Roma, avendosi così gli Orsini de Monte residenti in Monte Giordano (rami di Bracciano, Monterotondo e Pitigliano), gli Orsini de Campo residenti presso Campo de' Fiori (ramo di Licenza, Manoppello, Tagliacozzo e Vicovaro) e gli Orsini de Ponte residenti in Castel Sant'Angelo (linea di Soriano) presso il ponte omonimo.

### Gentile II Orsini
Dopo Bertoldo, conte di Romagna, il figlio di questi, Gentile II, continuò la politica d'espansione familiare.
Divenne varie volte senatore di Roma, fu podestà di Viterbo e, nel 1314, assunse la carica di gran giustiziere del Regno di Napoli, uno dei sette grandi offici del Regno. Si sposò con Clarissa Ruffo, figlia del conte di Catanzaro, alleandosi così con la massima dinastia calabrese. Il figlio Romano, detto Romanello, fu vicario regio di Roma nel 1326, ed ereditò la contea di Soana dal suo matrimonio con Anastasia di Monforte. Anche in questo periodo, caratterizzato dalla cattività avignonese, la politica di Romano fu nettamente guelfa. Alla sua morte divise il feudo tra i suoi due figli creando così la seconda linea meridionale e quella di Pitigliano.

### Roberto Orsini, la seconda linea meridionale e i principi di Taranto
Roberto Orsini, primogenito di Romanello, sposò Sveva del Balzo, figlia di Ugone, conte di Soleto e gran siniscalco del Regno di Napoli, appartenente alla più potente famiglia nobile meridionale, imparentata con la dinastia angioina e quella aragonese. Dal 1318 al 1337 ebbero tra i loro possedimenti la città di Arta ed altre aree dell'Epiro. Dei suoi figli, Giacomo fu creato cardinale da Gregorio XI nel 1371 e Nicola ereditò dalla moglie le contee di Ariano e Celano, fu senatore di Roma e rettore del patrimonio di San Pietro, ingrandì la potenza della famiglia nel Lazio e in Toscana e continuò con successo la politica matrimoniale dinastica.
Il suo secondogenito, Raimondo Orsini del Balzo, detto Raimondello, appoggiò il colpo di Stato di Carlo III d'Angiò-Durazzo ai danni di Giovanna I d'Angiò rimanendo in ottimi rapporti con il Re, ma il suo successore, Ladislao d'Angiò-Durazzo, cambiò atteggiamento cercando di frenare il potere dei suoi feudatari. La situazione peggiorò nel 1403, quando il Re fu oggetto di una congiura in cui erano implicate le maggiori famiglie del Regno. I Sanseverino furono decimati, i Ruffo subirono numerose confische e Raimondello dovette subire una guerra, alla quale riuscì a resistere. Morì nel 1406. L'anno successivo (1407) la vedova Maria d'Enghien fu costretta a sposare Ladislao, che le confiscò i feudi. Alla morte di Ladislao ascese al trono la sorella Giovanna II d'Angiò-Durazzo. I rapporti tra gli eredi di Raimondello e la Regina erano molto freddi, ma le cose cambiarono quando, grazie all'intervento delle truppe di Maria d'Enghien e del figlio Giovanni Antonio Orsini del Balzo, il tentativo di usurpazione di Giacomo II di Borbone-La Marche fallì. La Regina, per sdebitarsi, restituì il principato di Taranto a Giovanni Antonio, che fu ritenuto il più potente feudatario napoletano del XV secolo.
Con l'avvento al potere di Sergianni Caracciolo, amante della Regina e gran siniscalco del Regno, i rapporti con gli Orsini migliorarono sempre di più, tanto che il fratello minore di Giannantonio, Gabriele, sposò Maria Caracciolo, figlia di Sergianni. Il Caracciolo convinse la Regina a nominare come suo erede Alfonso V d'Aragona, in contrasto con Luigi III d'Angiò, appoggiato da Papa Martino V. Ulteriori vicende portarono la Regina a favorire Luigi, ma gli Orsini continuarono a spalleggiare l'aragonese. Dopo la morte di Sergianni, si affermò il partito filofrancese e Giovanni Antonio subì la discesa di Luigi. Fu salvato solo dalla morte dell'angioino. Nel frattempo morì anche Giovanna e l'Orsini fu ricompensato da Alfonso con il ducato di Bari, la carica di gran connestabile e l'appannaggio di 100 000 ducati. Giovanni Antonio fu fedele anche a Ferrante d'Aragona, successore di Alfonso, che però lo fece uccidere dopo che questi aderì alla congiura dei baroni. Giovanni Antonio non ebbe figli legittimi, solo naturali, per questo l'asse ereditario passò al reale demanio.

### Guido Orsini e la linea di Pitigliano

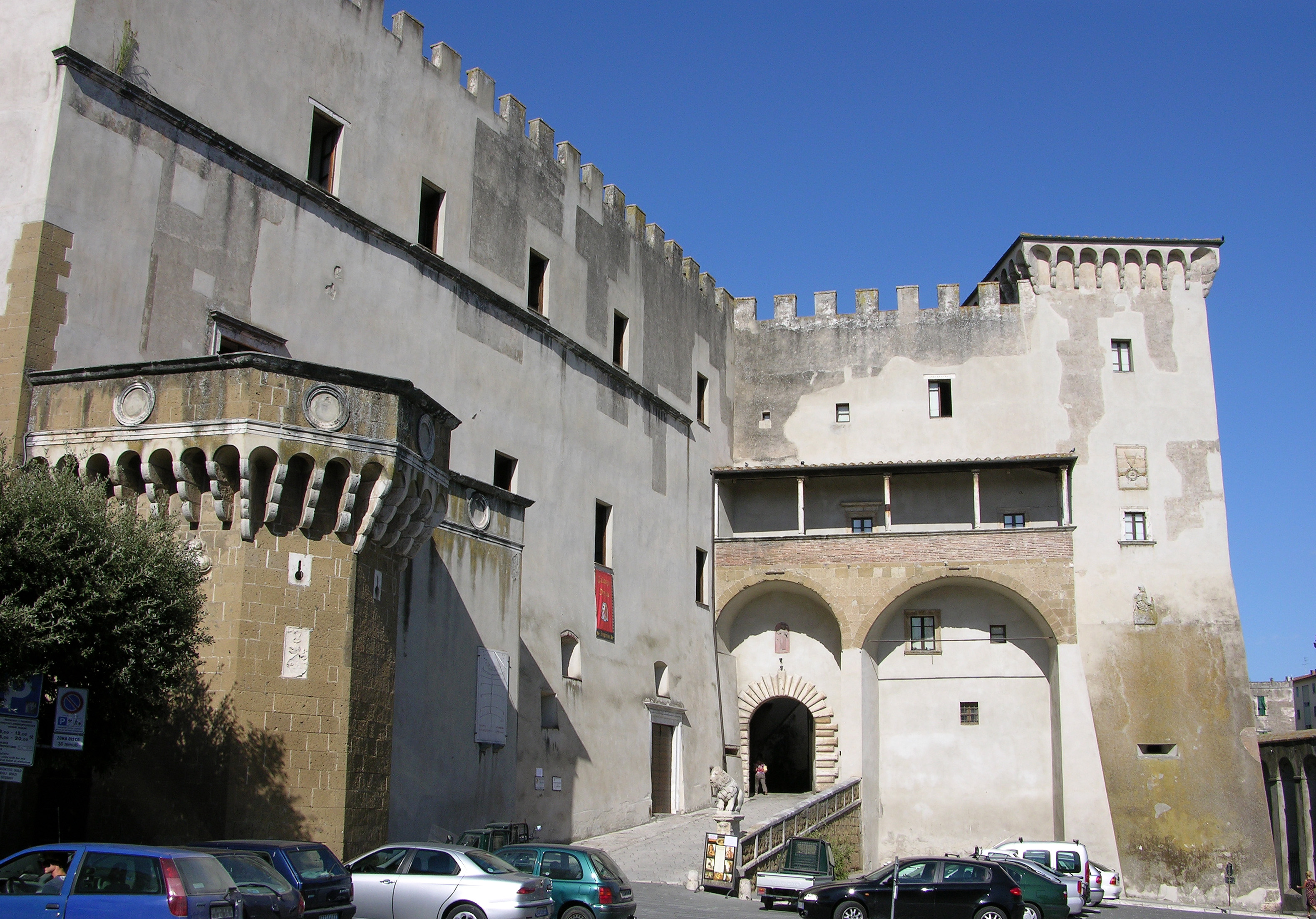
Il Palazzo Orsini di Pitigliano

Guido Orsini era il secondogenito di Romano. Nella spartizione dei beni, ereditò la contea di Soana (l'odierna Sovana) al momento dell'estinzione del ramo di Sovana degli Aldobrandeschi. Egli e i suoi discendenti, insieme ai cugini del ramo meridionale, governarono i feudi di Nola, Pitigliano e Soana con il sistema associativo tipico delle famiglie baronali romane. Agli inizi del XV secolo scoppiarono delle rivalità con Siena ed i Colonna che portarono alla perdita di molti territori. Tra il 1406 ed il 1410 il nipote di Guido, Bertoldo, perse quasi tutti i feudi, riuscendo a recuperare Pitigliano. Orso, nipote, forse illegittimo, di Bertoldo, fu conte di Nola e condusse vita da mercenario al soldo del duca di Milano e della Repubblica di Venezia. In seguito passò al servizio di Ferrante d'Aragona, ma non partecipò alla congiura dei baroni, tant'è che il sovrano lo ricompensò con i feudi di Ascoli e Atripalda. Prese parte alla campagna di Toscana del 1478 e fu presente all'assedio di Viterbo, dove perse la vita.
Il personaggio più rappresentativo di questa linea fu il conte Niccolò. Fu un grande condottiero. Iniziò la sua carriera al servizio di Jacopo Piccinino, poi si mise al soldo della Repubblica di Firenze contro Ferrante, che aveva appoggiato la congiura dei Pazzi. Partecipò anche alla guerra del sale del 1482 e all'assedio di Nola del 1494. Subito dopo si mise al soldo della Repubblica di Venezia con il grado di capitano generale delle forze della Serenissima, distinguendosi nella conquista di Cremona. In seguito restò sempre al servizio dei veneziani. Nel 1509 fu il principale responsabile della sconfitta veneta nella battaglia di Agnadello. Suo figlio Ludovico e suo nipote Enrico parteciparono alle guerre tra francesi e spagnoli passando disinvoltamente da un campo all'altro. Due figlie di Ludovico contrassero illustri matrimoni: Geronima sposò Pier Luigi Farnese, figlio naturale di Alessandro, e Marzia sposò Gian Giacomo Medici, marchese di Marignano.
La decadenza della linea di Pitigliano iniziò, tuttavia, con il conte Ludovico. Costui perse Nola e fu costretto ad accettare la supremazia della Repubblica di Siena su Pitigliano. Nel 1555 suo figlio Giovan Francesco fece atto di sottomissione al granduca di Toscana e portò le residenze della famiglia a Roma ed a Firenze. In seguito il conte Alessandro pretese di succedere nei domini della linea di Monterotondo, ma Gregorio XIII si oppose. Nel 1604 suo figlio Giannantonio vendette la contea di Pitigliano al granduca di Toscana. In cambio ottenne il marchesato di Monte San Savino. Gli Orsini di Pitigliano, ultimi discendenti della linea di Gentile, si estinsero nel 1640 con Alessandro.

### Rinaldo Orsini e la linea di Monterotondo

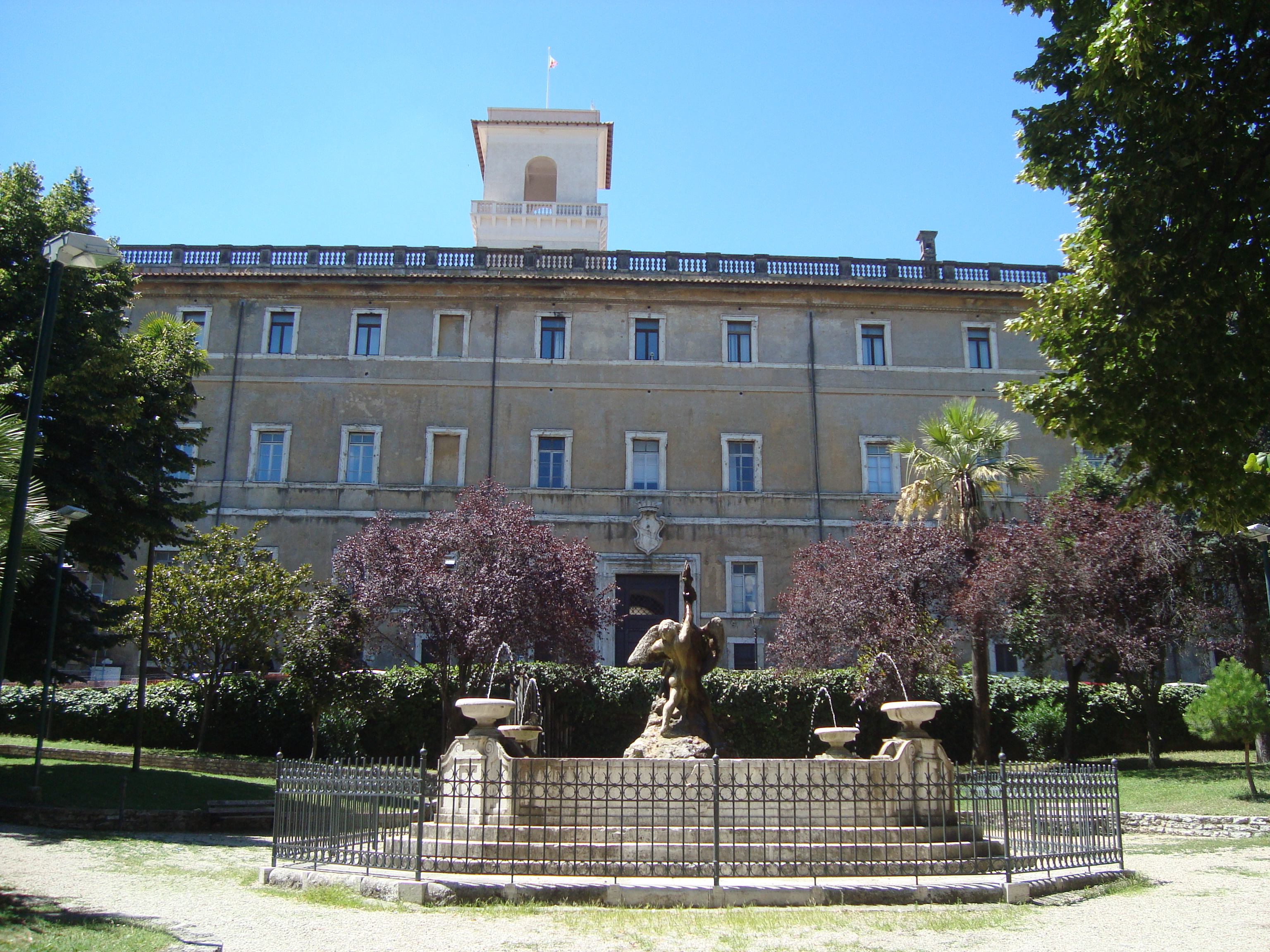
Il Palazzo Orsini di Monterotondo

Al terzogenito di Matteo Rosso il Grande, Rinaldo, toccò la signoria di Monterotondo. Da questa posizione privilegiata i suoi discendenti presero parte attiva alle lotte nella Roma medievale. Almeno tre componenti della famiglia ricoprirono la carica di senatore di Roma e molti altri abbracciarono il mestiere delle armi. Nel 1370 Francesco fu al servizio dei fiorentini nella guerra contro i Visconti. Orso morì al servizio del Re di Napoli nella battaglia di Zagonara del 1424, mentre combatteva il duca di Milano. I suoi figli Giacomo e Lorenzo militarono nelle file pontificie, napoletane e fiorentine. Una figlia di Giacomo, Clarice, divenne la moglie di Lorenzo il Magnifico. Franciotto Orsini fu creato cardinale da Papa Leone X nel concistoro del 1º luglio 1517.
Il personaggio più rappresentativo di questa linea fu Giovanni Battista Orsini, creato cardinale da Papa Sisto IV nel concistoro del 15 novembre 1483. Contrastò la politica nepotistica di Papa Innocenzo VIII e fu tra i fautori dell'elezione di Papa Alessandro VI, che da speranza di giustizia divenne giustiziere della famiglia. Il Papa di casa Borgia perseguiva lo scopo di creare uno Stato all'interno del papato con a capo il figlio Cesare. Questi tra il 1500 ed il 1501 eliminò i Riario di Forlì, i Malatesta di Rimini, gli Sforza di Pesaro e i Manfredi di Faenza. Nel 1502 prese Camerino ed Urbino, ma, quando puntò su Bologna, cinque suoi capitani, tra cui due Orsini, organizzarono la sua eliminazione. Sembra che l'ispiratore della cosiddetta congiura della Magione, che fallì a causa della disorganizzazione dei congiurati, fosse proprio il cardinale Giovanni Battista Orsini. Con uno stratagemma Cesare Borgia catturò i cospiratori, che furono uccisi nel 1503. La stessa sorte toccò al cardinale ed a molti rappresentanti della famiglia.
Sul finire del XVI secolo la dinastia decadde. Molti suoi componenti furono coinvolti in tristi vicende e persero i feudi per confische o furono assassinati. Enrico e Francesco, gli ultimi rappresentanti della linea, vendettero Monterotondo alla famiglia Barberini nel 1641.

### Napoleone Orsini e la linea di Bracciano

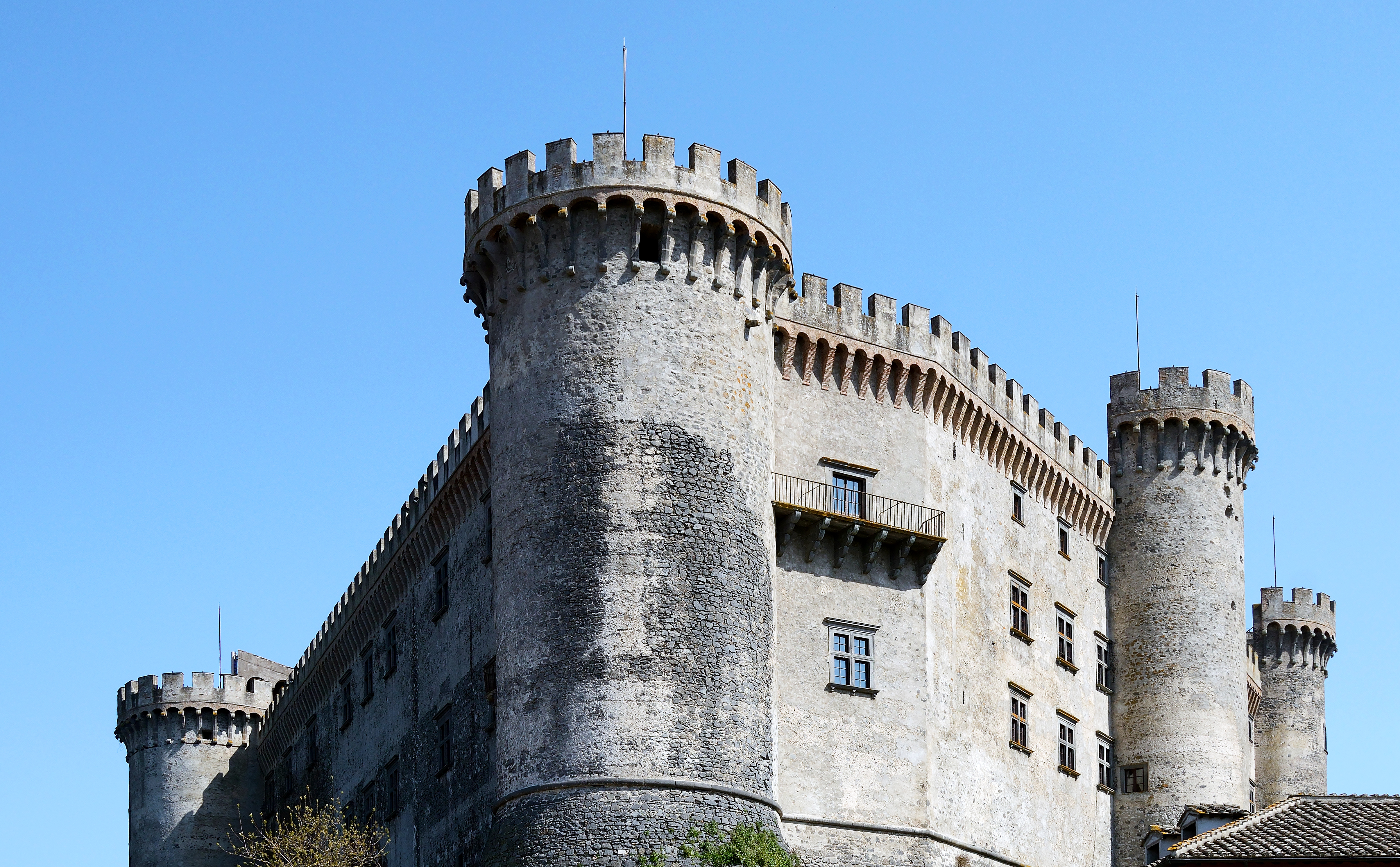
Il Castello Orsini-Odescalchi di Bracciano

La linea di Bracciano fu originata da Napoleone, altro figlio cadetto di Matteo Rosso il Grande, a cui toccarono Bracciano, Nerola e altre terre. Come tradizione di famiglia, ricoprì la carica di senatore di Roma nel 1259. Molti componenti di questa linea ricoprirono varie cariche municipali nella Roma del XIV secolo insieme ai Colonna, ai Savelli e agli Annibaldi. Nel Lazio i signori di Bracciano furono la linea più potente degli Orsini. Grazie alla compattezza dei loro domini, alla loro posizione strategica e alla costruzione della fortezza sul lago di Bracciano, da cui potevano controllare l'accesso a Roma, questa famiglia raggiunse ben presto una posizione di privilegio tra i nobili della città eterna. Fu Papa Martino V a concedere nel 1419 Bracciano in vicariato a Carlo Orsini, fratello del cardinale Giordano. Da suo figlio Napoleone, gonfaloniere della Chiesa, e da Francesca Orsini di Monterotondo nacque Gentile Virginio, uno dei maggiori personaggi della politica italiana della fine del XV secolo.
Nel 1480, alla morte di Napoleone, Gentile Virginio subentrò al padre ed aggiunse ai propri altri feudi, portati in dote dalla moglie Isabella Orsini, figlia di Raimondo, principe di Salerno, ed Eleonora d'Aragona dei conti di Urgell. A causa di questo matrimonio, Gentile Virginio divenne il favorito di Ferrante d'Aragona, che lo elevò alla carica di gran connestabile. Insieme al cugino, il cardinale Giovanni Battista Orsini, fu il più accanito oppositore dei papi Innocenzo VIII ed Alessandro VI.
Innocenzo VIII intendeva sostituire Ferrante con un sovrano più fedele alla Chiesa (il Regno di Napoli era in teoria un feudo ecclesiastico) per controllare gli uffici e le rendite provenienti da quel territorio. Per questo il Papa cercava ogni pretesto per favorire sollevazioni o congiure contro il Re. Ferrante, dal suo canto, era nato illegittimo e rischiava comunque e sempre di veder contestato il suo potere. Tuttavia, Innocenzo VIII aspirava anche a creare uno Stato familiare, pertanto investì il figlio Franceschetto Cybo della contea di Anguillara, uno dei feudi più importanti del Lazio. Alla morte del padre, Franceschetto si trasferì in Toscana e vendette la contea a Gentile Virginio, che la comprò nel 1492.
Con l'ascesa al soglio pontificio di Alessandro VI la situazione si fece cupa. Il Papa tramava per occupare Anguillara e neutralizzare Ferrante. Si alleò con il duca di Milano Ludovico il Moro, che chiamò Carlo VIII. Temendo un conflitto generalizzato, Ferrante spinse Gentile Virginio ad accordarsi con il Pontefice. Ne risultò un accordo che fu di breve durata a causa della morte di Ferrante. Era il 25 gennaio del 1494.
Il duca di Milano si accordò con Carlo VIII, che si convinse di una facile vittoria su Alfonso II d'Aragona, che era considerato debole. Alessandro VI prese una posizione ambigua, pronto a trarre il massimo vantaggio personale da qualsiasi situazione si fosse presentata. Gli altri stati italiani, soprattutto Venezia e Firenze, si dichiararono neutrali.
Carlo VIII scese in Italia con un forte esercito nel settembre del 1494. Gentile Virginio fu messo al comando delle truppe pontificie di Romagna ma, catturato dal nemico assieme ad altri componenti della sua famiglia, arrivò ad un accordo con Carlo VIII: evitava di combattere per il francese ma permetteva ai figli e agli altri parenti di farlo, in cambio otteneva la salvaguardia di Bracciano e dei suoi stati. In questo modo Gentile Virginio non tradì ufficialmente il Re di Napoli e non disturbò troppo il Papa.
Nel frattempo a Napoli Alfonso II, successore di Ferrante, fu costretto ad abdicare ed il nuovo sovrano, Ferrandino d'Aragona, si ritrovò con uno Stato invaso ed in preda alle lotte intestine. La capitale venne subito occupata e il Re si ritirò prima ad Ischia e poi in Sicilia. Comunque, nella battaglia di Fornovo del 1495, Carlo VIII fu sconfitto e dovette tornare in Francia. Nel frattempo Ferrandino iniziò la riconquista del Regno.
Dopo la battaglia, anche Gentile Virginio riuscì a scappare e si ritirò a Bracciano. L'anno successivo, però, tradì definitivamente Ferrandino, che gli confiscò i beni, e si diresse in Abruzzo per liberarlo dalle bande dei Colonna. Nel Regno di Napoli le cose non andarono bene e il comandante supremo francese Gilberto di Borbone, conte di Montpensier, fu costretto ad una resa umiliante: avrebbe avuto salva la vita e un lasciapassare per sé e i suoi se si fosse consegnato insieme agli Orsini. Ferrandino, comunque, non rispettò il patto e li fece imprigionare. Gentile Virginio venne tradotto nel Castel dell'Ovo di Napoli. Ferrandino ed Alessandro VI si accordarono per eliminarlo ed il signore di Bracciano venne avvelenato nel 1497.
La morte di Gentile Virginio, le relative confische e la successiva strage del 1503 produssero un forte indebolimento della famiglia. Tuttavia, la morte di Alessandro VI e l'elezione di papi amici o parenti degli Orsini (Giulio II, Leone X e Clemente VII), fecero tirare un sospiro di sollievo alla famiglia.
Il figlio di Gentile Virginio, Giangiordano, fu principe assistente al Soglio pontificio, qualifica che elevò il ramo di Bracciano al di sopra degli altri. Suo nipote Virginio, conte d'Anguillara, fu un famoso ammiraglio, prima pontificio, poi al soldo della Francia, dopo che gli furono confiscati i feudi con l'accusa di tradimento nel 1539. La più curiosa impresa di Virginio fu il cordiale accordo con il pirata turco Khair-ad-din, suo avversario nelle campagne in terra d'Africa.
Nel 1560 Paolo Giordano I fu creato primo duca di Bracciano. Militò come capitano alla battaglia di Lepanto. Sposò la figlia del granduca di Toscana Cosimo I de' Medici Isabella, che strangolò in un eccesso di gelosia nel 1578. Dopo l'uxoricidio fuggì a Roma e si legò a Vittoria Accoramboni, moglie di un nipote di Sisto V, il quale venne assassinato su suo incarico nel 1583. Dopo quest'altro omicidio, inseguito dalla giustizia pontificia e dai sicari del granduca di Toscana, fuggì nel nord Italia con l'amante, sposandola nel 1585. Nel dicembre dello stesso anno l'Accoramboni venne assassinata da Ludovico Orsini di Monterotondo, che voleva vendicare la morte del fratello Roberto (ucciso perché implicato in una faida con il duca Paolo Giordano). Ludovico venne eliminato qualche giorno dopo per ordine delle autorità venete che lo avevano arrestato.
Il figlio di Paolo Giordano I, il duca Virginio, fu insignito dell'Ordine del Toson d'oro. I suoi figli ebbero tutti importanti carriere o fecero grandi matrimoni.
Le figlie Isabella, Maria Felicia e Maria Camilla sposarono rispettivamente il duca di Guastalla, il duca di Montmorency e il principe di Sulmona.
Il primogenito Paolo Giordano II sposò la principessa regnante di Piombino e venne innalzato al titolo di principe del Sacro Romano Impero con la qualifica di Altezza Serenissima, titolo che lo elevò al di sopra di tutti gli altri principi romani.
Il fratello Alessandro Orsini fu cardinale e legato pontificio in Romagna, mentre l'altro fratello Ferdinando fece confluire nei beni familiari quelli della linea degli Orsini di San Gemini.
Nel XVII secolo anche i duchi di Bracciano lasciarono i loro castelli per trasferirsi a Roma, dove mantennero un elevatissimo stile di vita sfruttando a fondo i loro feudi, andando a risiedere nelle loro ricche dimore di Monte Giordano, Campo de' Fiori e il palazzo a Pasquino. Tuttavia carestie, banditismo e povertà diffusa danneggiarono fortemente la situazione economica di famiglia, tant'è che tra il 1692 ed il 1696, l'ultimo principe e duca Don Flavio I, sommerso dai debiti, fu costretto a vendere tutti i suoi feudi più importanti. Bracciano fu acquistata dagli Odescalchi. Alla sua morte si ebbe una lite giudiziaria tra la vedova Marie Anne de La Trémoille e gli Orsini di Gravina per la successione ai pochi feudi rimasti vincolati da fidecommessi e primogeniture.

#### Ramo di Mentana e Amatrice
Dal cardinale Latino, figlio di Carlo capostipite del ramo di Bracciano che aveva avuto in eredità dal padre i feudi di Mentana, Selci e Palombara e che in gioventù aveva avuto un figlio, Paolo, legittimato in punto di morte con il consenso di Sisto IV a succedere nel patrimonio del padre, discese il ramo degli Orsini di Mentana e dei principi di Amatrice.

### La linea di Gravina

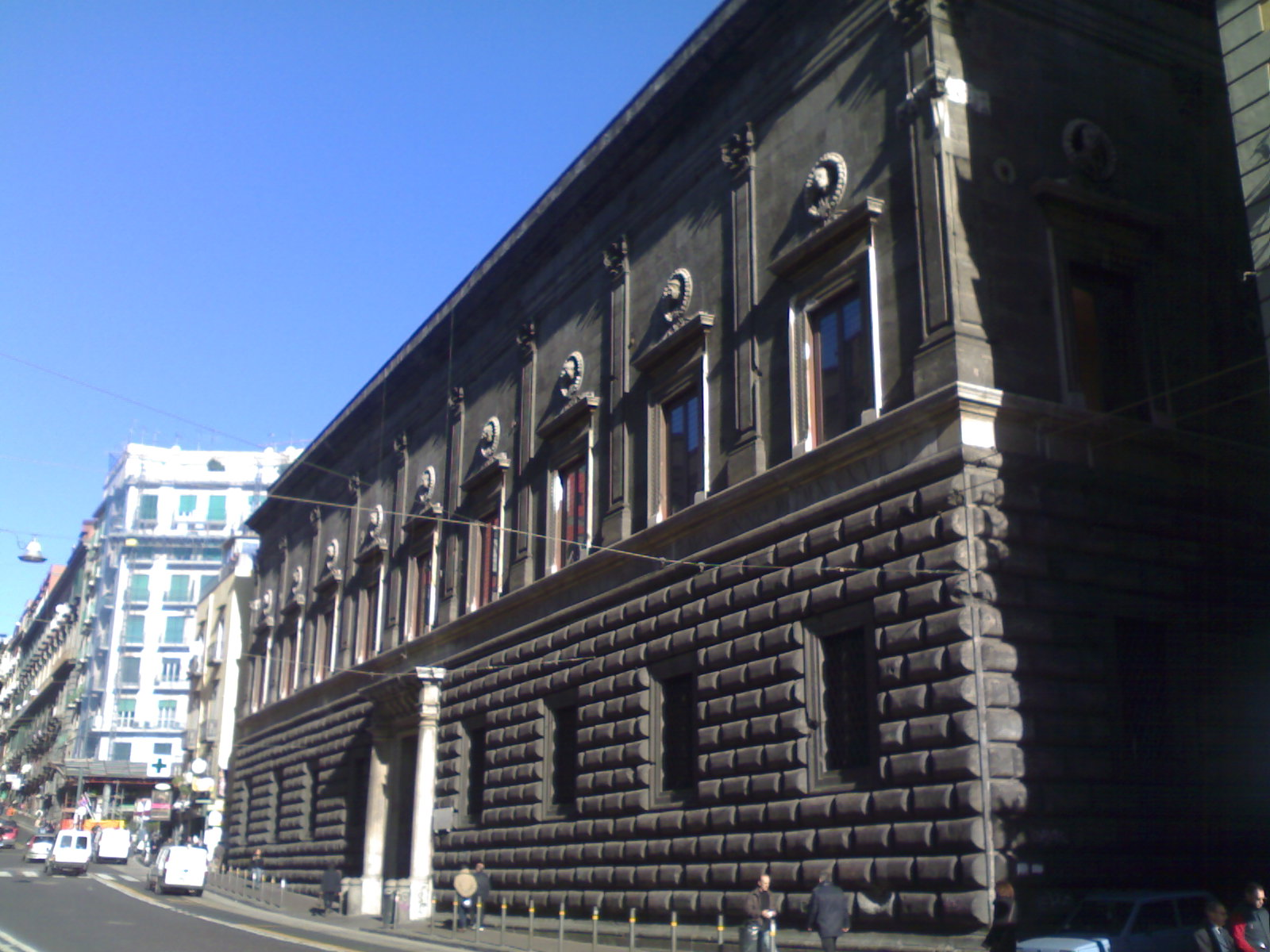
Il Palazzo Orsini di Gravina a Napoli

Attualmente la principale linea superstite della famiglia è quella di Gravina, discendente da Francesco, figlio di Giovanni, signore di Bracciano. Il capostipite di questa linea aveva i suoi feudi principalmente nel Lazio e ricopriva la carica di prefetto perpetuo dell'Urbe, quando nel 1418 venne chiamato a Napoli da Sergianni Caracciolo.
Francesco fu il difensore di Napoli contro le truppe angioine, che sconfisse il 28 settembre 1418. In seguito sposò una ricca ereditiera pugliese, Margherita Della Marra, che gli portò in dote la contea di Gravina e molti altri feudi. Nel 1421 fu tra i fautori dell'adozione di Alfonso V d'Aragona da parte di Giovanna II d'Angiò-Durazzo[. Alfonso V lo ricompensò con la contea di Copertino, alla quale si aggiunsero quelle di Conversano e Campagna. Sposò in seconde nozze Ilaria Stellato che gli portò in dote il feudo di Ceppaloni; egli fu anche feudatario di Terranova-Fossaceca e Monteverde in Campania. Fu creato duca di Gravina nel 1436, titolo che fu confermato definitivamente al figlio Giacomo. Due dei suoi figli naturali, Marino e Giovanni Battista divennero rispettivamente arcivescovo di Taranto e gran maestro dell'Ordine di San Giovanni di Gerusalemme.
Il 4º duca, Francesco, fu fatto strangolare da Cesare Borgia nel gennaio del 1503. Un suo nipote, Flavio Orsini, fu creato cardinale nel 1565.
Gli spagnoli confiscarono tutti i feudi per fellonia al 5º duca, Ferdinando, che aveva fatto iniziare la costruzione del Palazzo Orsini di Gravina in Napoli, dove prese dimora la famiglia, riuscendo a recuperarli dietro il pagamento di un indennizzo di 40 000 ducati.
Giulia Orsini, figlia di Antonio, il 6º duca, e di Felicia Sanseverino, lottò per vedersi riconosciuti i diritti di principessa di Bisignano (1608), ma morì poco tempo dopo (1609), probabilmente avvelenata.
Alla morte senza eredi del duca Michele Antonio, il ducato di Gravina passò al cugino e nipote acquisito Pietro Orsini, conte di Muro Lucano. Il nipote Pier Francesco rinunciò alla successione nel 1668 per diventare domenicano con il nome di Vincenzo Maria. Fu arcivescovo di Benevento, poi cardinale e quindi papa con il nome di Benedetto XIII e durante il suo pontificato legittimò il proprio ramo familiare a succedere agli Orsini di Bracciano, estintisi a Roma sul finire del XVII secolo, anche nella prerogativa di principe assistente al Soglio pontificio per il quale titolo dovettero acquistare verso il 1722 il feudo di Roccagorga da Scipione Ginetti Lancellotti per 65 000 scudi, prendendo nuova dimora nel palazzo di Monte Savello. Grazie a questa nuova elezione al soglio pontificio l'importanza della famiglia vide accrescere nuovo prestigio.
La famiglia giunse a Roma tuttavia in condizioni finanziarie ormai depauperate dopo la fallita acquisizione (1767) di quanto rimaneva del ducato di Bracciano e del patrimonio del principato di Amatrice verso i cui eredi, anch'essi Orsini, avevano maturato una notevole esposizione creditoria non più ricostituita dopo lo scontro legale con i Medici di Toscana che prevalsero nell'acquisire il principato, che entrò poi a far parte degli stati mediceo farnesiani.
Un nipote di Benedetto XIII, il duca Domenico Orsini, abbandonò ogni carica di famiglia e prese i voti. Fu l'ultimo cardinale della casata.
Nel 1806 gli Orsini persero i diritti feudali sul feudo di Gravina. Il principe Filippo Bernualdo II ne sarà l'ultimo duca feudatario per la perdita di tutti i feudi tramite le leggi eversive della feudalità. Rimarranno i titoli della famiglia compresi quelli di principi romani e del S.R.I. che i cinque figli maschi Francesco, Marino, Giacinto, Ferdinando e Benedetto trasmetteranno ai loro discendenti. La trasmissibilità del titolo non è prerogativa delle loro sorelle Maria Antonia, moglie del principe Giacomo Saluzzo, e Paola, moglie del duca Francesco Carafa.

#### Il ramo di Solofra
Il principe Filippo Bernualdo concesse al nipote Domenico III, figlio del figlio Domenico, prematuramente scomparso, il titolo di principe di Solofra e Vallata. Con il tramonto del regime feudale gli Orsini si trovarono di fronte a gravi difficoltà economiche, per cui il principe Domenico, nel 1823 sposò Maria Luisa Torlonia, figlia del ricchissimo duca di Bracciano Giovanni Raimondo. Nel 1850 Domenico fu ministro della guerra, luogotenente generale delle armate pontificie e senatore di Roma. Il principe Domenico ebbe quattro figlie e lasciò il titolo al figlio Filippo Orsini Sarzina Gravina. L'attuale rappresentante di questo ramo è Domenico Napoleone Orsini, XXII Duca di Gravina e XIII Principe di Solofra, che nel 2012 ha potuto ricomprare parte del palazzo Orsini-Savelli di Roma (costruito sul teatro di Marcello) sul cosiddetto Monte Savello.

## Membri principali

### Pontefici
(in ordine cronologico)
- Celestino III;
- Niccolò III (Giovanni Gaetano Orsini, cardinale dal 1244);
- Benedetto XIII (Pietro Francesco Orsini, divenuto cardinale nel 1672).

### Cardinali
(in ordine cronologico e con riportato tra parentesi l'anno della nomina)
- Pietro Orsini (1181);
- Matteo Rubeo Orsini (1262);
- Latino Malabranca Orsini O.P. (1278);
- Giordano Orsini (1278);
- Napoleone Orsini (1288);
- Francesco Napoleone Orsini (1295);
- Matteo Orsini O.P. (1327);
- Rinaldo Orsini (1350);
- Giacomo Orsini (1371);
- Poncello Orsini (1378);
- Tommaso Orsini (1382 o 1385);
- Giordano Orsini (1405);
- Latino di Carlo Orsini (1448);
- Cosma Orsini O.S.B. (1480);
- Giovanni Battista Orsini (1483);
- Franciotto Orsini (1517);
- Flavio Orsini (1565);
- Alessandro Orsini (1615);
- Virginio Orsini (1641);
- Domenico Orsini d'Aragona (1743).

### Altri esponenti
(in ordine alfabetico)
- Alfonsina Orsini (1472-1520), moglie di Piero il Fatuo;
- Clarice Orsini (1453-1488), moglie di Lorenzo il Magnifico;
- Gerolama Orsini (1503-1570), nobile;
- Giovanni Orsini, conte di Cefalonia e Zante e despota dell'Epiro dal 1323 al 1335;
- Giovanni Antonio Orsini del Balzo (1401-1463), condottiero, principe di Taranto, duca di Bari e conte di Lecce;
- Giovanni Battista Orsini (?-1476), Gran Maestro dell'Ordine dei Cavalieri di Rodi (poi di Malta) dal 1467 al 1476;
- Latino Orsini (1530-1580), condottiero e teorico militare;
- Laura Orsini (1492-1530), nobile;
- Mondilio Orsini (1690-1751), arcivescovo di Capua dal 1728 al 1743, nipote di Papa Benedetto XIII;
- Napoleone Orsini (1420-1480), condottiero;
- Niceforo Orsini (1329-1359), condottiero e despota dell'Epiro;
- Ottavio Orsini (1585-1640), vescovo di Venafro, poi di Segni  dal 1474 al 1508;
- Paolo Orsini (1369-1416), condottiero, signore di Gallese e capitano generale della Chiesa;
- Paolo Giordano I Orsini (1541-1585), 1º duca di Bracciano dal 1560;
- Pietro Gianpaolo Orsini (?-1443), condottiero;
- Pierfrancesco Vicino Orsini (1523-1585), duca di Bomarzo;
- Raimondo Orsini del Balzo (1361-1406), condottiero, principe di Taranto e duca di Bari;
- Rinaldo Orsini (1402-1450), condottiero e signore di Piombino;
- Rinaldo Orsini, arcivescovo di Firenze dal 1474 al 1508;
- Roberto Orsini, condottiero, duca di Tagliacozzo, conte di Albe e gran connestabile del Regno di Napoli;
- Virginio Orsini (1572-1615), 2º duca di Bracciano.

## Dimore
Di seguito è riportato un elenco non completo delle dimore abitate dalla famiglia Orsini:
- Castello Orsini-Colonna di Avezzano;
- Castello Orsini-Odescalchi di Bracciano;
- Castello ducale Orsini di Fiano Romano;
- Castello degli Orsini di Morlupo;
- Castello Orsini di Nerola;
- Castello Orsini-Cesi-Borghese di San Polo dei Cavalieri;
- Castello Orsini di Soriano nel Cimino;
- Palazzo Ducale di Tagliacozzo;
- Palazzo Landriani a Portici;
- Palazzo Orsini di Bomarzo;
- Palazzo Orsini di Ghedi;
- Palazzo Orsini di Gravina;
- Palazzo Orsini di Licenza;
- Palazzo Orsini di Milano;
- Palazzo Orsini di Monterotondo;
- Palazzo Orsini di Mugnano in Teverina;
- Palazzo Orsini di Gravina di Napoli;
- Palazzo Orsini di Pitigliano;
- Palazzo Orsini di Sorano.
- Palazzo ducale Orsini di Solofra
- Reggia Degli Orsini di Nola